# Frans Geurtsen
Frans Geurtsen (17. března 1942, Utrecht, Nizozemsko – 12. prosince 2015 Alkmaar) byl nizozemský fotbalista, který hrával na pozici útočníka. Celou kariéru strávil v nizozemském klubu AFC DWS (AFC Door Wilskracht Sterk), se kterým vyhrál v ročníku 1963/64 nizozemskou nejvyšší ligu Eredivisie.

## Fotbalová kariéra
V sezónách 1963/64 a 1964/65 se stal nejlepším střelcem Eredivisie, v první nastřílel 28 a ve druhé 23 branek.
V roce 1964 odehrál jeden zápas za nizozemskou fotbalovou reprezentaci, ve kterém vstřelil gól. Bylo to 25. října v kvalifikačním utkání proti domácímu týmu Albánie, Nizozemsko vyhrálo 2:0.
Góly Franse Geurtsena za A-tým Nizozemska
| Gól | Datum        | Stadion                               | Soupeř  | Skóre | Výsledek | Soutěž                 |
| --- | ------------ | ------------------------------------- | ------- | ----- | -------- | ---------------------- |
| 010 | 25. 10. 1964 | Stadiumi Qemal Stafa, Tirana, Albánie | Albánie | 0:2   | 0:2      | Kvalifikace na MS 1966 |